# Lesley Langley
Lesley Langley właśc. Lesley Hill (ur. 26 marca 1944 w Weymouth) – zwyciężczyni konkursu Miss World w 1965.
Uczyła się w Merchant Navy School (obecnie Bearwood College). Była trzecią reprezentantką Wielkiej Brytanii, która zdobyła tytuł Miss World.
Była żoną muzyka Alana Havena, z którym ma jedno dziecko. Po zakończeniu kariery medialnej podjęła pracę jako recepcjonistka w prywatnej klinice dentystycznej.